# Orazio Lancellotti
Orazio Lancellotti (né le 8 décembre 1571 à Rome, alors la capitale des États pontificaux, et mort le 9 décembre 1620 à Rome), est un cardinal italien de l'Église catholique de la XVIIe siècle, nommé par le pape Paul V.
Il est un neveu du cardinal Scipione Lancellotti (1583), le frère de Giovanni Battista Lancellotti, évêque de Nola et nonce en Pologne, et l'oncle du cardinal Giulio Gabrielli (1641).

## Biographie
Orazio Lancellotti est référendaire du tribunal suprême de la Signature apostolique, chanoine à la basilique du Latran et à la basilique du Vatican et auditeur au palais apostolique et à la Rote romaine.
Le pape Paul V le crée cardinal lors du consistoire du 7 août 1611. Le cardinal Lancelotti est Préfet de la Congrégation du Concile de Trente à partir de 1616.